# Etmopterus princeps
Etmopterus princeps é uma espécie de peixe pertencente à família Etmopteridae.
A autoridade científica da espécie é Collett, tendo sido descrita no ano de 1904.

## Portugal
Encontra-se presente em Portugal, onde é uma espécie nativa.

## Descrição
Trata-se de uma espécie marinha. Atinge os 59,5 cm de comprimento total, com base de indivíduos de sexo indeterminado.